# Équipe de Corée unifiée masculine de handball
Maillots
L'équipe de Corée unifiée masculine de handball est une équipe nationale de handball regroupant des joueurs de la Corée du Sud et de la Corée du Nord pour le Championnat du monde masculin de handball 2019. Cette initiative n'a pas été renouvelée depuis sur d'autres compétitions de handball.

## Présentation
À la suite d'une initiative de la Fédération internationale de handball (IHF), soutenue par le Comité international olympique et son président, Thomas Bach, la république de Corée et la république populaire démocratique de Corée ainsi que leurs comités nationaux olympiques se sont accordés en octobre 2018 sur le fait que des joueurs des deux pays feraient partie de l'équipe présente au championnat du monde masculin de handball 2019, compétition à laquelle les Sud-Coréens s'étaient qualifié mais pas les Nord-Coréens. Comme lors des Jeux olympiques d'hiver de 2018 à Pyeongchang, cette équipe participe alors avec l'abréviation COR et sous le drapeau bleu symbolisant la Corée dite « unifiée ».
L'accord stipule réglementairement que l'équipe doit comporter quatre joueurs de Corée du Nord. Pour permettre plus facilement leur intégration sans pénaliser les joueurs du sud, l'IHF décide d'augmenter le nombre de joueurs dans l'équipe à 20 joueurs au lieu de 16 pour les autres équipes.
Le 10 janvier 2019 à Berlin, l'équipe de Corée unifiée dispute le match d'ouverture contre l'Allemagne, co-hôte de la compétition. Devant 13 500 spectateurs, elle s'incline 30 à 19. Elle perd ensuite ses quatre autres matchs du tour préliminaire (27-34 face à la Russie, 23-34 face à la France, 29-31 face à la Serbie, 26-35 face au Brésil). L'équipe joue alors la Coupe du Président pour les places de 21e à 24e. Vainqueur 27-25 du Japon en demi-finale de classement, la Corée unifiée s'incline enfin 26-27 face à l'Arabie saoudite et termine ainsi à la 22e place.